# بيل باور (كاتب)
بيل باور (بالإنجليزية: Bill Bauer)‏ هو كاتب سيناريو وشاعر أمريكي، ولد في 10 مايو 1932 في بورتلاند في الولايات المتحدة، وتوفي في 12 يونيو 2010.